# Система української територіальної та муніципальної геральдики
Система української територіальної та муніципальної геральдики — напрацювання єдиних норм і правил для формування цілісної системи місцевих символів на рівні областей, районів, міст, селищ і сіл України. Була опрацьована протягом 1990-2000-х років зусиллями Українського геральдичного товариства.

## Історія
Подібні сучасні національні системи місцевої геральдики функціонують у багатьох країнах, зокрема Норвегії, Швеції, Фінляндії, Грузії, Словаччини, Румунії та інших.
Після відновлення Української державності активно розпочався процес запровадження місцевих символів. Однак він відбувався досить хаотично і неврегульовано. Перші спроби запровадження системного підходу при затвердженні міських і селищних гербів і прапорів розпочало ще з 1990 року Українське геральдичне товариство. Також виникла необхідність врегулювати це питання на законодавчому рівні.
Під час проведення П'ятої наукової геральдичної конференції у Львові 11 листопада 1995 р. відбувся круглий стіл з проблем міської геральдики, на якому розглянуто вже впроваджений доробок та висловлено низку різних пропозицій. За результатами обговорення конференція доручила голові УГТ Андрієві Гречилу опрацювати методичні рекомендації. Такі пропозиції були розроблені й опубліковані у віснику «Знак» у березні 1996 року.
Протягом наступних років було прийнято новий Закон України «Про місцеве самоврядування в Україні» (1997), яким передбачалося запровадження місцевих символів, а згодом Указом Президента України «Про впорядкування геральдичної справи в Україні» (2000) доручалося Комісії державних нагород та геральдики розробити та затвердити методичні
рекомендації з питань геральдики. Також почали активно впроваджуватися символи для областей, адміністративних районів і сіл, тому автор, який був членом Комісії державних нагород та геральдики, доопрацював і розширив ці рекомендації на підставі узагальнення практичного досвіду та теоретичних напрацювань останніх років. У новій редакції вони були опубліковані у віснику «Знак» у травні 2001 року.
З огляду на початок адміністративно-територіальної реформи, відсутність у законодавстві регулювання розвитку місцевої символіки в нових умовах, методичні рекомендації були доповнені положеннями, спрямованими на тимчасове вирішення питань розробки символів на рівні нових ОТГ. На жаль, цей процес почався безсистемно і в багатьох випадках завершився запровадженням невдалих знаків, які не відповідають ні геральдичним нормам, ні системним принципам. Доповнена редакція «Методичних рекомендацій» 1 червня 2018 року була схвалена Комісією державних нагород та геральдики при Президентові України та розіслана обласним радам та державним адміністраціям.
Загалом «Методичні рекомендації» сприяли формуванню системи місцевих символів з чіткою і логічною побудовою та оформленням гербів і прапорів областей, районів, міст, селищ і сіл України. Кілька тисяч символів, розроблених з дотриманням цих рекомендацій, вже затверджені рішеннями місцевих рад, що передбачене чинним законодавством. Невдалі знаки, які отримали негативну експертну оцінку, допрацьовуються або переробляються згідно з геральдичними вимогами.

## Методичні рекомендації
«Методичні рекомендації з питань геральдики і прарництва областей, районів, районів у містах та територіальних громад міст, селищ і сіл (територіальні та муніципальні символи)» — низка рекомендаційних норм і правил, метою яких є формування цілісної системи місцевої геральдики та попрапорництва в Україні.
Автором цих рекомендацій є голова Українського геральдичного товариства Андрій Гречило.
Методичні рекомендації складаються з преамбули, визначення загальної методики сучасного герботворення, формулювання загальних вимог до символів та окремих положень.

### Преамбула
Зародження геральдичних традицій на українських землях датується другою половиною ХІІІ — початком XIV ст. Протягом XIV—XX ст. — тут, як і в більшості європейських країн, сформувалися окремі напрями, серед яких, зокрема, територіальна геральдика — символи адміністративно-територіальних утворень (земель, воєводств, губерній, намісництв, повіті в і т. ін.), та міська — символи місцевих самоврядних громад (тобто — муніципальні).
Аналогічні напрями розвинулись і в сучасній геральдичній практиці європейських країн, в яких функціонують системи територіальних та муніципальних символів.
З метою впорядкування геральдичної справи відповідно до Указу Президента України від 18 травня 2000 р., Закону України Про місцеве самоврядування в Україні, історичних традицій та сучасної практики за період 1990—2000 рр. передбачається дотримання низки геральдично-вексилологічних норм і рекомендацій при сучасному гербо- та прапоротворенні в галузі територіальної та муніципальної символіки.
До поняття територіальна геральдика і прапорництво входять символи областей і районів (в галузі вексилології до неї можуть бути віднесені також прапори міст Києва і Севастополя та їхніх міських районів, оскільки ці міста мають республіканський статус, прирівняний до статусу областей).
До поняття муніципальна геральдика і прапорництво входять символи міських, селищних і сільських територіальних громад (т. зв. базового рівня місцевого самоврядування), а також знаки районів у містах.

### Загальна методика сучасного герботворення
1. Для областей, районів, історичних міст, селищ та сіл, котрі мали давніше міські права проводиться:
- виявлення, вивчення та встановлення змісту і причин виникнення всіх давніх знаків, які використовувалися, з пізнішою реставрацією герба за можливим найдавнішим зображенням (особливо це стосується земельних та міських знаків XIV—XVII ст.);

- у випадку використання в давньому гербі символів, поширених в інших знаках, вводити додаткові елементи, котрі вказували б на приналежність нового герба конкретній території чи територіальній громаді;

- у разі вживання у давньому гербі елементів, що не придатні для використання у сучасних умовах (скажімо — знаки окупаційної влади чи ідеологічні символи) та у разі відсутності будь-яких даних про давні герби — розробка нового знака.

2. Для давніх поселень, які отримали міські права тільки в кінці ХІХ—ХХ ст., та сіл, що мали якусь атрибутику на давніх печатках:
- аналогічно, як і для першої групи, але з урахуванням символіки сільських печаток.

3. Для областей, районів, нових міст, селищ сіл і районів У містах, які ніколи не мали жодних знаків:
- розробка нового герба, можливо — і на конкурсній основі.

Для досягнення повноцінності герба при створенні нових знаків велике значення має використання сюжетів легенд, пов'язаних із розвитком території чи виникненням населеного пункту, розкриття змісту назви поселення (або версії про походження топоніма), відображення якихось специфічних місцевих особливостей, котрі підкреслюватимуть у гербі індивідуальність конкретного гербоносія та не тратитимуть свого значення протягом тривалого часу.
Окремого підходу вимагають давніше використовувані герби. Оскільки протягом історичного розвитку деякі міста мали кілька різних знаків, то в таких випадках виникали різні пропозиції: 1) залишати найдавніший відомий знак; 2) застосовувати той, що функціонував найдовше; 3) використовувати вживаний останнім. У цьому випадку, зберігаючи принцип історизму, необхідно проводити детальний критичний аналіз всього наявного матеріалу, точно встановлювати причини виникнення знаків, їх зміст, можливість використання у сучасних умовах. Кожен історичний герб, функціонуючи у конкретний час і в конкретних умовах, ніс інформацію, котра не завжди є актуальною сьогодні. Коли якийсь знак втратив своє значення (у першу чергу це стосується гербів із символами чужоземного панування та знаками окремих власників міст), чи, особливо, якщо він має ворожий ідеологічний зміст, або не відповідає усталеним геральдичним правилам (зокрема, невдало вирішений у плані композиції чи колористики), то недоцільно штучно відновлювати його тільки з огляду на те, що він «давній».

### Загальні вимоги

Золото
Срібло
Синя емаль
Червона емаль
Зелена емаль
Чорна емаль
Пурпурова емаль

1. Герб мусить подаватися у щиті. Рекомендована форма щита для адміністративно-територіальних областей, районів, районів у містах і територіальних громад міст, селищ і сіл — із заокругленою нижньою частиною (у такому щиті відомі найдавніші зображення герба Києва з XV ст., вона найкраща і з композиційних міркувань).
2. Області, райони та міста можуть використовувати т. зв. великі герби із додатковими елементами: щитотримачами, девізними стрічками, вінками і т. ін.
3. У гербі застосовуються метали (срібло і золото) та кольори (емалі: синій, червоний, чорний, зелений і пурпуровий (останній — переважно для позащитових елементів)). Обов'язковим є дотримання правила геральдичної колористики, за яким можна наносити «металеві» фігури у «кольоровому» полі щита та навпаки, але недопустимо наносити «метал» на «метал», чи «колір» на «колір» (скажімо, зелений елемент на синьому полі).
4. Гербовий малюнок має відповідати вимогам геральдичної композиції.
5. У щиті герба використовуються т. зв. геральдичні і негеральдичні фігури. Рекомендується застосовувати невелику кількість фігур, щоб не перевантажувати герб. Зображені у полі щита й повернуті у профіль людські постаті, тварини, риби, птахи, фантастичні та легендарні істоти мають дивитися праворуч (вліво від глядача). Виняток робиться у випадку зображення у щиті двох таких істот, які можуть бути повернуті одна до одної обличчям або спинами, а також при використанні зображення св. Юрія Змієборця (для відмінності різних гербів, оскільки цей символ досить поширений в українській геральдиці). При зображенні у полі щита рухомих засобів (наприклад: човен, паровоз і т. ін.) напрямок Їхнього руху має бути геральдично вправо (вліво від глядача).
6. У щиті герба можуть застосовуватися ділення. Бажаним є використання однопольових гербів або з малою кількістю ділень, що диктується як історичною традицією, так і вимогами виразності знака.
7. Гербовий малюнок має бути двомірним, без півтіней і перспективних зображень.
8. До гербового малюнку (у щит) не дозволяється вносити зображення Державного герба України, дату заснування, назву гербоносія чи інші написи (окрім окремих літер — сиглів). Такі деталі можуть вкомпоновуватися поза щитом, на додаткових планках чи стрічках при використанні герба на значках, в'їзних знаках, вимпелах, сувенірах тощо, або на відповідних місцях і елементах у великому гербі.
9. Не допускається використання у гербах, позащитових елементах та прапорах символів і атрибутів сучасних іноземних держав і таких, що вже не існують (наприклад: імператорські корони, орденські стрічки і т. ін.), а також написів, що засвідчують неактуальний сьогодні статус (наприклад: вільного королівського міста).
10. Не допускається використання одночасно різними користувачами однакових гербів чи прапорів (у тому числі, наприклад, областю чи районом і її адміністративним центром).
11. За змістом символіка герба має відображати одну або кілька особливостей поселення (наприклад: його назву, причини розвитку, специфічних місцевих представників фауни чи флори і т. ін.). Недоцільно перенасичувати герб багатьма сюжетами або вносити до нього поширені елементи (шестерня, колосок, хвильки), котрі можуть характеризувати і будь-яке інше місто. Необхідно також уникати т. зв. «гібридних» фігур (скажімо, півколби і півшестерні).
12. У прапорі, на відміну від герба, можливе використання більшої кількості кольорів та їх відтінків (замість срібла і золота доцільно вживати відповідно білий і жовтий колір; срібними й золотими можуть залишатися елементи герба, якщо він наноситься на прапор у щиті).
13. Для прапора обов'язково нормується співвідношення сторін та пропорції основних фігур, оскільки цей символ може тиражуватися у різних розмірах і в усіх випадках має відповідати еталонному зображенню. Розміри та вигляд древка чи навершя (вістря) не нормуються.
14. Символіка прапора або має самостійне значення, або пов'язана з гербом:

- повторює гербовий малюнок без щита;
- має кольори та окремі елементи герба;
- несе зображення герба у щиті (хоча цей принцип вважається найпримітивнішим).

### Окремі положення
1) Великі герби областей і районів можуть вписуватися у рослинні вінки, перевиті стрічками, або застосовуватися зі щитотримачами, стрічками, увінчуватися декоративними коронами зі стилізованими рослинними зубцями (така практика вже сформувалася протягом останніх років). На позащитових стрічках може наноситись державною мовою текст девізу або офіційна назва гербоносія.

Великий герб області
Великий герб району
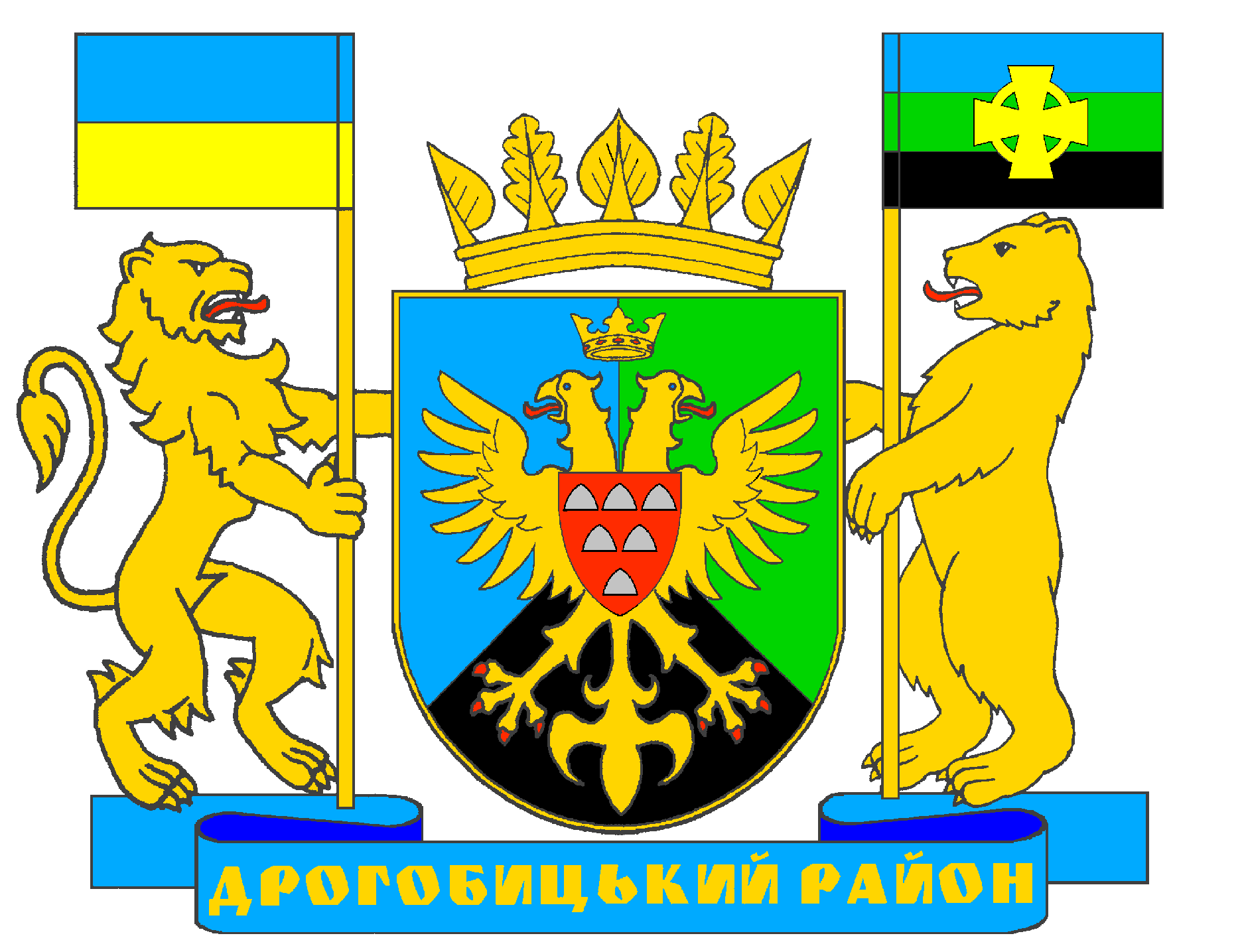
Великий герб району
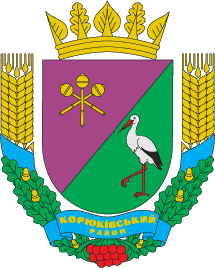
Великий герб району

2) Прапори областей, районів, міст Києва і Севастополя та їхніх міських районів мають мати співвідношення ширини до довжини 2:3, що відповідає пропорціям Державного прапора України. При одночасному піднятті вони не можуть бути більшого розміру від Державного прапора України.

Прапор області
Прапор району
Прапор району

3) У гербах міст, міських районів і селищ рекомендується щит вписувати у декоративний картуш та увінчувати міською мурованою короною з трьома зубцями (мерлонами). Для міст Києва і Севастополя та їхніх міських районів муровані корони золоті, для інших міст, міських районів і селищ — срібні. При потребі можливе використання великого герба, у якому фігурують такі додаткові елементи, як щитотримачі, девізні стрічки та ін. (подібні герби рекомендуються переважно для обласних центрів чи визначних історичних поселень).
4) У гербах сіл рекомендується щит вписувати у декоративний картуш та увінчувати:
— для історичних сіл, які колись мали міські права, — червоною міською мурованою короною з трьома зубцями (мерлонами);
— для решти — золотою сільською короною (з п'яти колосків).

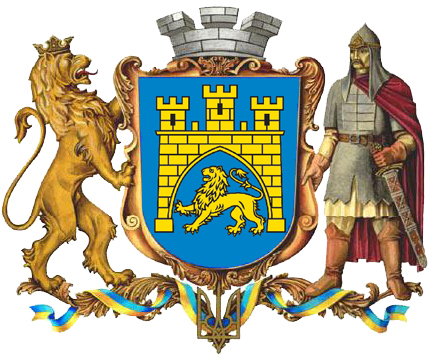
Великий герб міста
Герб міського поселення
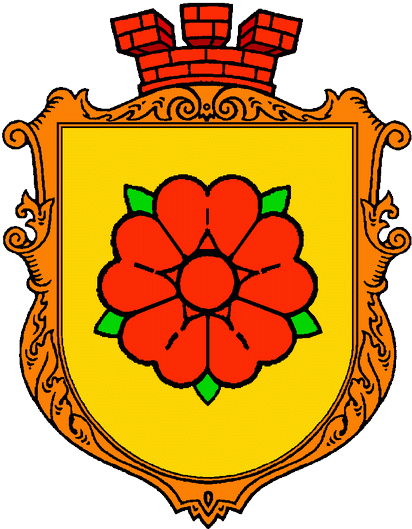
Герб колишнього міста, містечка або с.м.т.
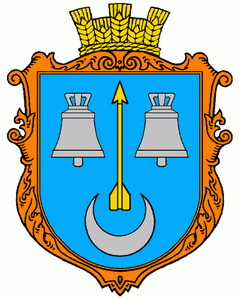
Герб села

5) Прапори територіальних громад міст, міських районів, селищ і сіл мають квадратну форму. Можуть застосовуватися як звичайні прапори (з вертикальним кріпленням до древка), з додатковим горизонтальним кріпленням (у стаціонарних умовах — в сесійному залі чи кабінеті міського голови) або як хоругви (тільки з горизонтальним кріпленням).

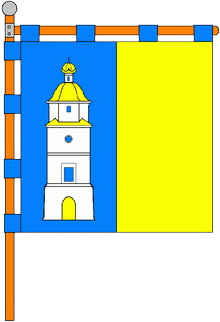
Прапор міста
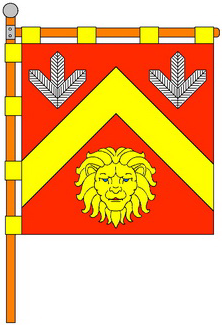
Прапор селища
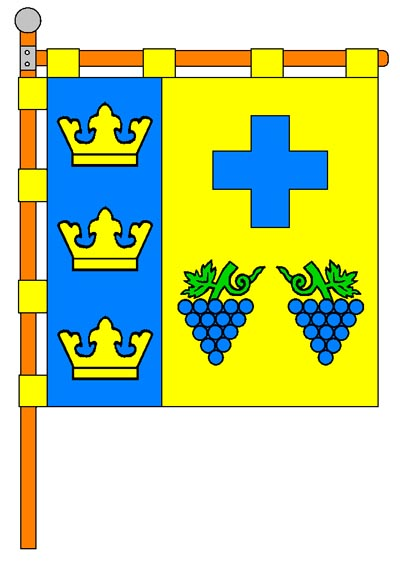
Прапор села
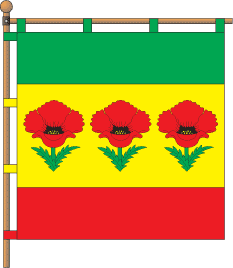
Прапор села

6) Для об'єднаних територіальних громад (ОТГ), а також для місцевих рад, до складу яких входить більше одного населеного пункту, рекомендується використовувати герб і прапор адміністративного центру (або титульного населеного пункту) як загальні презентаційні символи ОТГ чи місцевої ради. Створювати окремі герби та прапори для ОТГ (чи місцевих рад) і їх адміністративних центрів до врегулювання цього питання чинним законодавством недоцільно. Натомість для ОТГ вітається використання іншого типу символів — логотипів чи емблем, які не будуть дублювати герби.

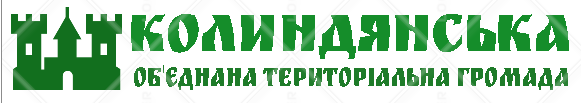
Логотип громади
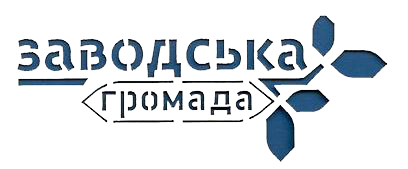
Логотип громади

## Практична реалізація
Завдяки системному підходу і визначеними рекомендаціями в Україні протягом останніх трьох десятиліть було розроблено й офіційно затверджено місцевими радами символи для понад 3 тисяч міст, селищ і сіл.

## Уточнення в системі
26 січня 2024 року набрав чинності Закон № 3285-IX «Про порядок вирішення окремих питань адміністративно-територіального устрою України». Колишні населені пункти, які до дня набрання чинності цим Законом були віднесені до категорії селищ міського типу, з дня набрання чинності цим Законом відносяться до категорії селищ. У той же час, Закон визначає, що селища є сільськими населеними пунктами (ст. 1, п. 6).
На цій підставі тепер усі селища мають використовувати червону муровану корону як поселення, які давніше мали міські права, але їх втратили.